# Montpellier Handball
Montpellier HB, tidligere Montpellier Agglomération Handball, er en fransk håndboldklub fra Montpellier, der blev grundlagt i 1982. Klubben spiller i den bedste franske håndboldliga, LNH Division 1.
Montpellier er den eneste franske klub der nogensinde har vundet EHF Champions League.

## Truppen 2020/21
| Målvogtere - 01 Marin Šego - 12 Kevin Bonnefoi Fløjspiller Venstre fløje - 09 Hugo Descat - 10 Lucas Pellas Højre fløje - 13 Julien Bos - 32 Yanis Lenne Stregspillere - 18 Fredric Pettersson - 27 Alexis Borges | Bagspillere Venstre Back - 07 Jonas Truchanovičius - 90 Gilberto Duarte Playmaker - 04 Diego Simonet - 05 Kyllian Villeminot - 17 Benjamin Bataille Højre Back - 11 Giorgi Tskhovrebadze - 22 Melvyn Richardson - 28 Valentin Porte (C) |

## Kendte spillere
| - Joël Abati - Frédéric Anquetil - Grégory Anquetil - Cédric Burdet - Didier Dinart - Jérôme Fernandez - Pascal Mahé - Bruno Martini - Philippe Médard - Thierry Omeyer - Laurent Puigségur - Stéphane Stoecklin - Daouda Karaboué - William Accambray - Nikola Karabatić - Samuel Honrubia - Patrick Cazal - Frédéric Dole - Semir Žužo - Andrej Golić - Igor Anić | - Sorin Toacsen - Branko Karabatić - Mladen Bojinović - Petar Metličić - David Juříček - Rastko Stefanović - Geir Sveinsson - Uroš Vilovski - Erlend Mamelund - Cristian Malmagro - Jan Sobol - Adrien Di Panda - Mickaël Robin - Issam Tej - Wissem Hmam - Jure Dolenec |

## Titler
- EHF Champions League: 2002/03, 2017/18
- LNH Division 1: 1994/95, 1997/98, 1998/99, 1999/00, 2001/02, 2002/03, 2003/04, 2004/05, 2005/06, 2007/08, 2008/09, 2009/10, 2010/11, 2011/12
- Coupe de France: 1998/99, 1999/00, 2000/01, 2001/02, 2002/03, 2004/05, 2005/06, 2007/08, 2008/09, 2009/10, 2011/12, 2012/13, 2015/16
- Coupe de la Ligue: 2003/04, 2004/05, 2005/06, 2006/07, 2007/08, 2009/10, 2010/11, 2011/12, 2013/14, 2015/16
- Trophée des Champions: 2009/10, 2010/11, 2017/18